# تپه کنار روستا
تپه کنار روستا مربوط به دوران‌های تاریخی پس از اسلام است و در شهرستان قروه، روستای میهم پائین واقع شده و این اثر در تاریخ ۲۵ اسفند ۱۳۷۹ با شمارهٔ ثبت ۳۶۶۳ به‌عنوان یکی از آثار ملی ایران به ثبت رسیده است.